# Réserve naturelle nationale de l'étang des Landes
Pour les articles homonymes, voir Étang des Landes.
La réserve naturelle nationale de l'étang des Landes (RNN158) est une réserve naturelle nationale située dans le département de la Creuse, en région Nouvelle-Aquitaine. Classée en 2004, elle protège un étang et le milieu environnant.

## Localisation

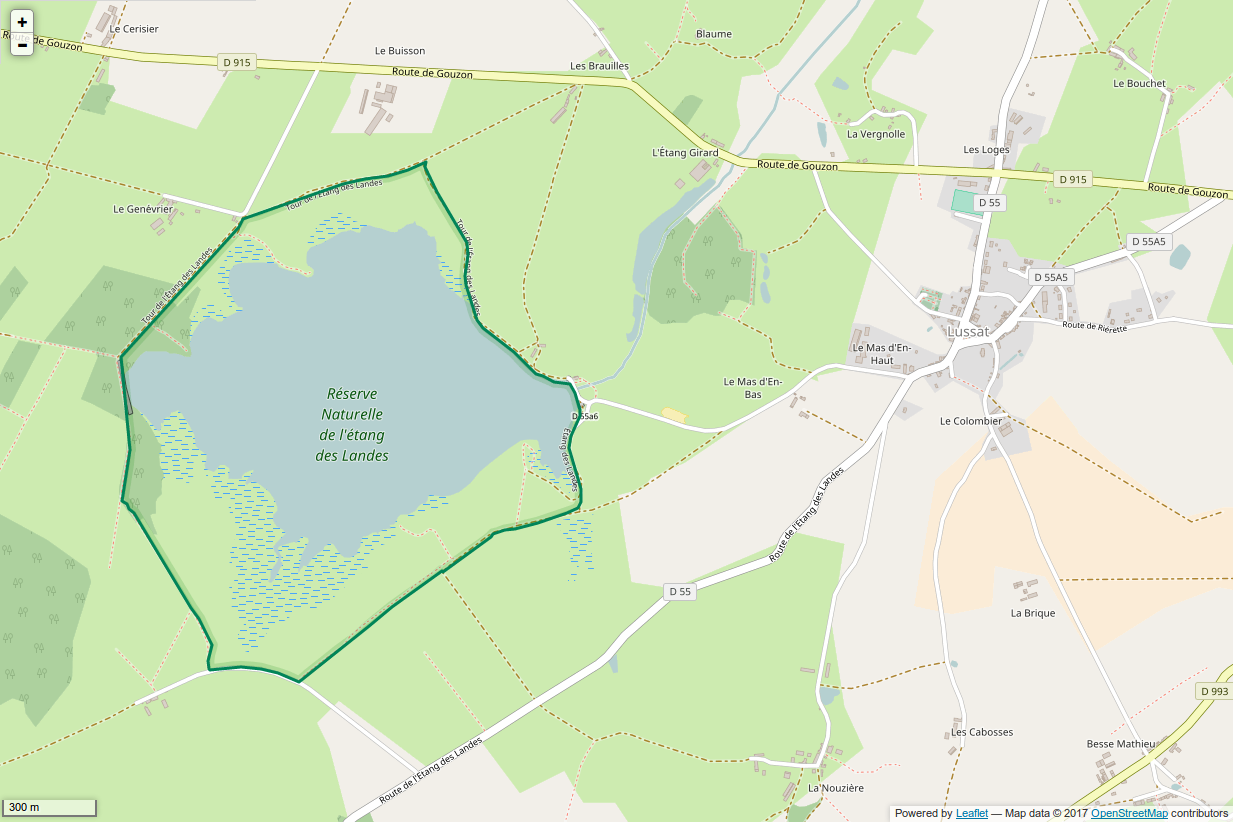
Périmètre de la réserve naturelle.

Le territoire de la réserve est situé dans le quart nord-est du département de la Creuse, sur la commune de Lussat, dans la partie sud-est de la plaine sédimentaire de Gouzon. La superficie de la réserve est de 165,58 hectares,, l'étang des Landes proprement dit ayant une superficie de 102 à 125 hectares qui fluctue selon les saisons et son alimentation en eau.

## Histoire du site et de la réserve
Cet étang très ancien, L'estanh de las Landas en occitan, a été créé en 1684, au sein d'une zone qui devait déjà avoir connu plusieurs phases d'immersion au cours de l'histoire.

## Écologie (biodiversité, intérêt écopaysager…)
La réserve naturelle protège l'un des derniers îlots sédimentaires de la région Limousin.
L'étang des Landes est au cœur d'une réserve naturelle nationale mais également d'une zone naturelle d'intérêt écologique, faunistique et floristique (ZNIEFF) de type 1 « Étang des Landes » dont les contours sont presque calqués sur ceux de la réserve, cette ZNIEFF étant elle-même incluse dans une ZNIEFF de type 2 « bassin versant de l'étang des Landes » qui s'étend sur plus de 30 km2.
De plus, sur un même périmètre de 740 hectares, deux sites Natura 2000 intègrent la réserve de l'étang des Landes : au titre de la directive Oiseaux, la zone de protection spéciale (ZPS) « Étang des Landes », et au titre de la directive habitats la zone spéciale de conservation (ZSC) « Bassin de Gouzon ».

### Flore
On trouve sur le site cinq espèces végétales protégées nationalement et six régionalement.

### Faune
L'avifaune compte 212 espèces dont 127 nicheuses.
Parmi les espèces qu'on peut y observer, on peut noter le Bihoreau gris, le Busard des roseaux, le Canard colvert, le Cygne tuberculé, la Foulque macroule, la Gallinule poule-d'eau, la Grande Aigrette, le Grèbe huppé, le Héron cendré et le Héron pourpré, etc.
Le site présente la plus grande diversité de libellules de tout le Limousin.
On y trouve aussi 22 espèces de mammifères dont la Loutre d'Europe.

Photos prises dans le périmètre de la réserve naturelle.
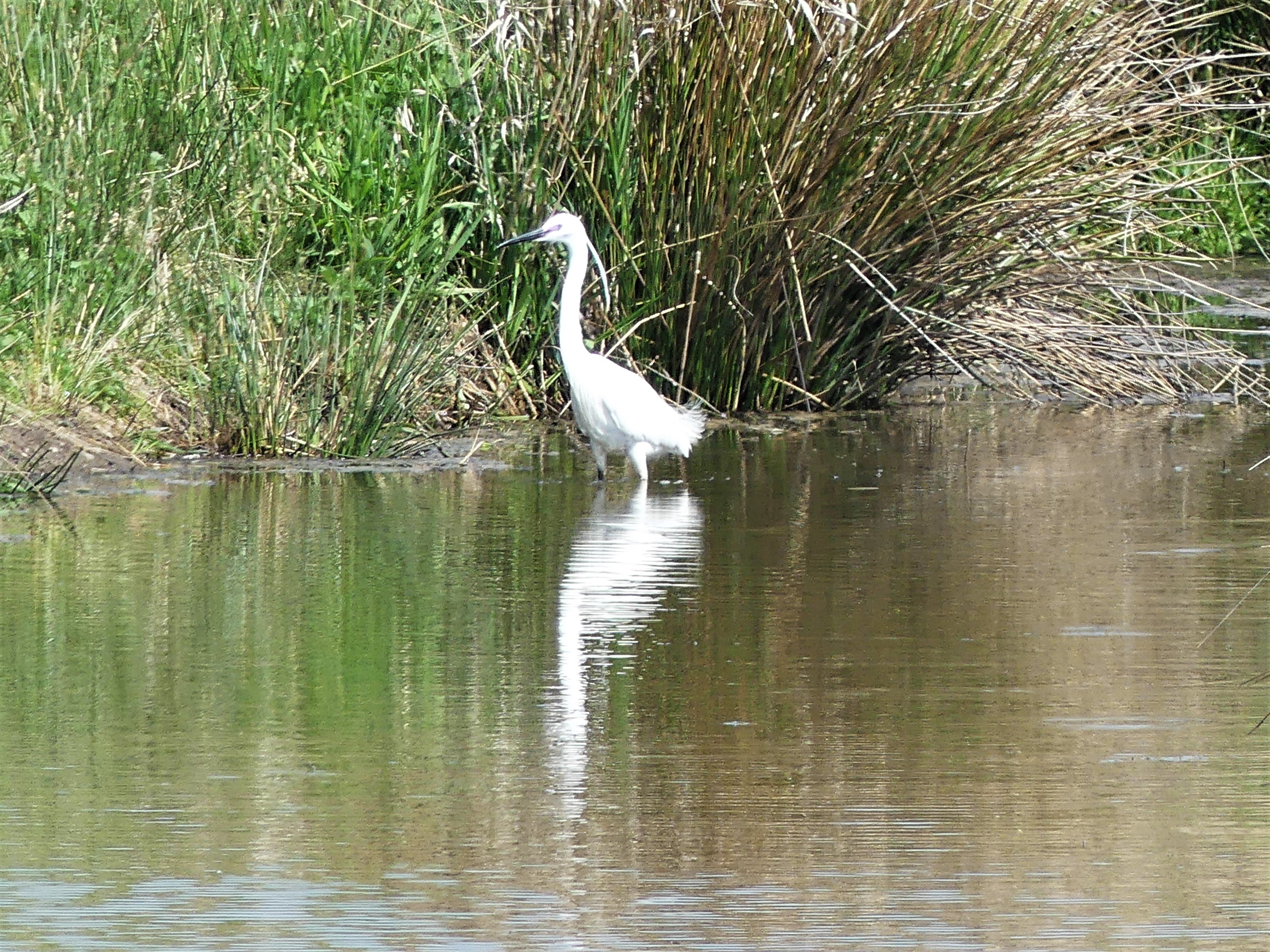
Aigrette garzette.
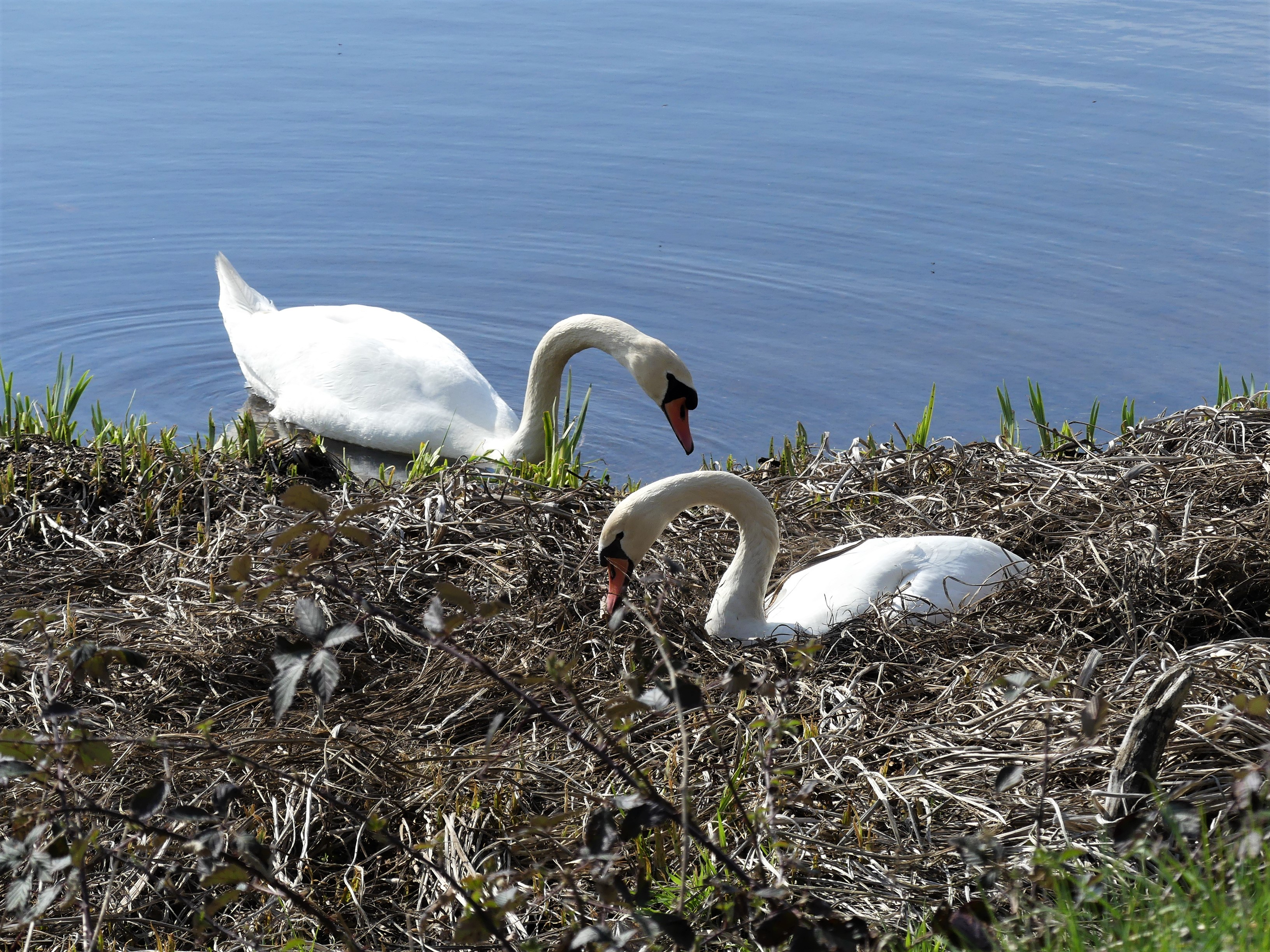
Couple de Cygnes tuberculés.
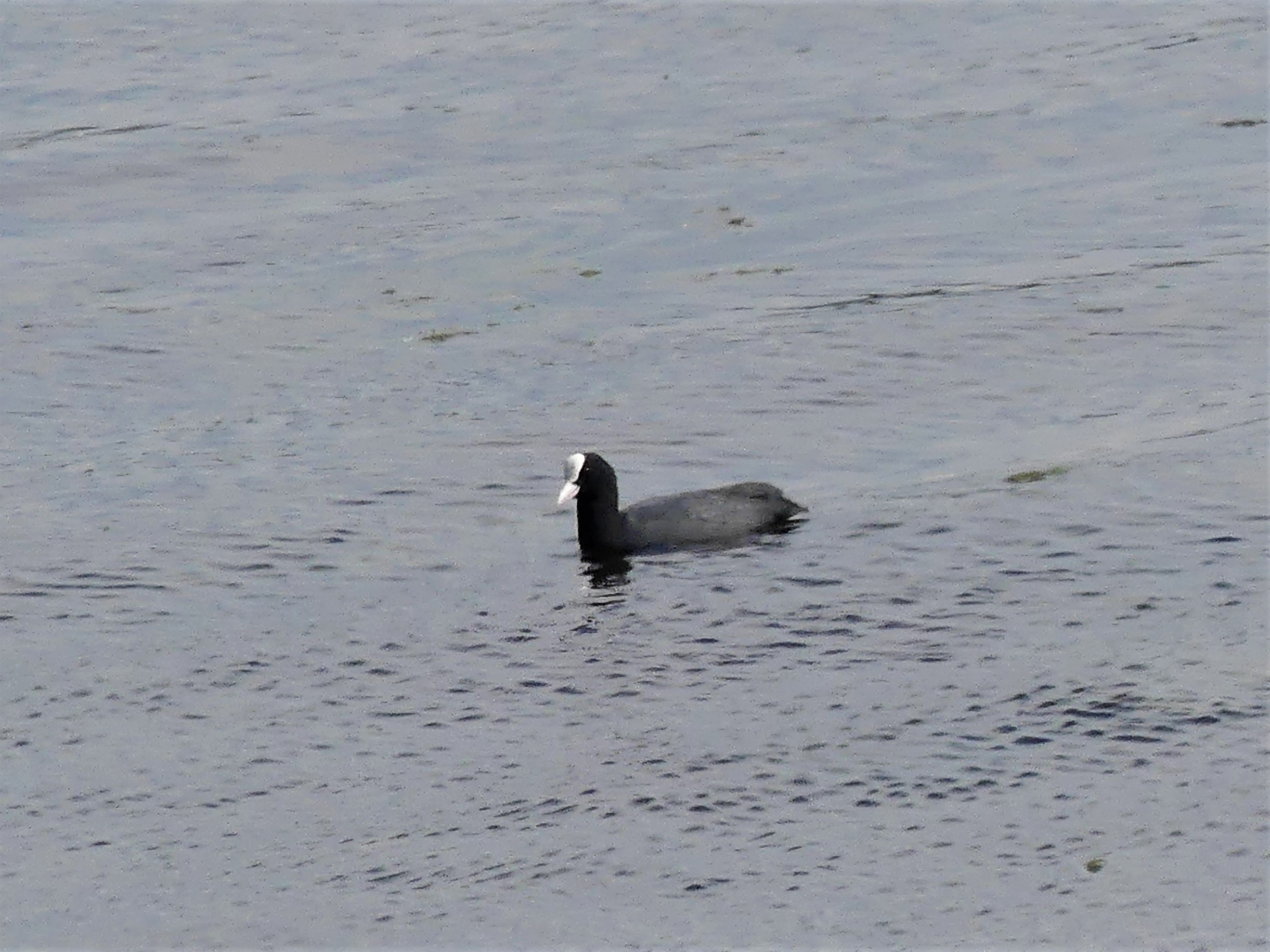
Foulque macroule.
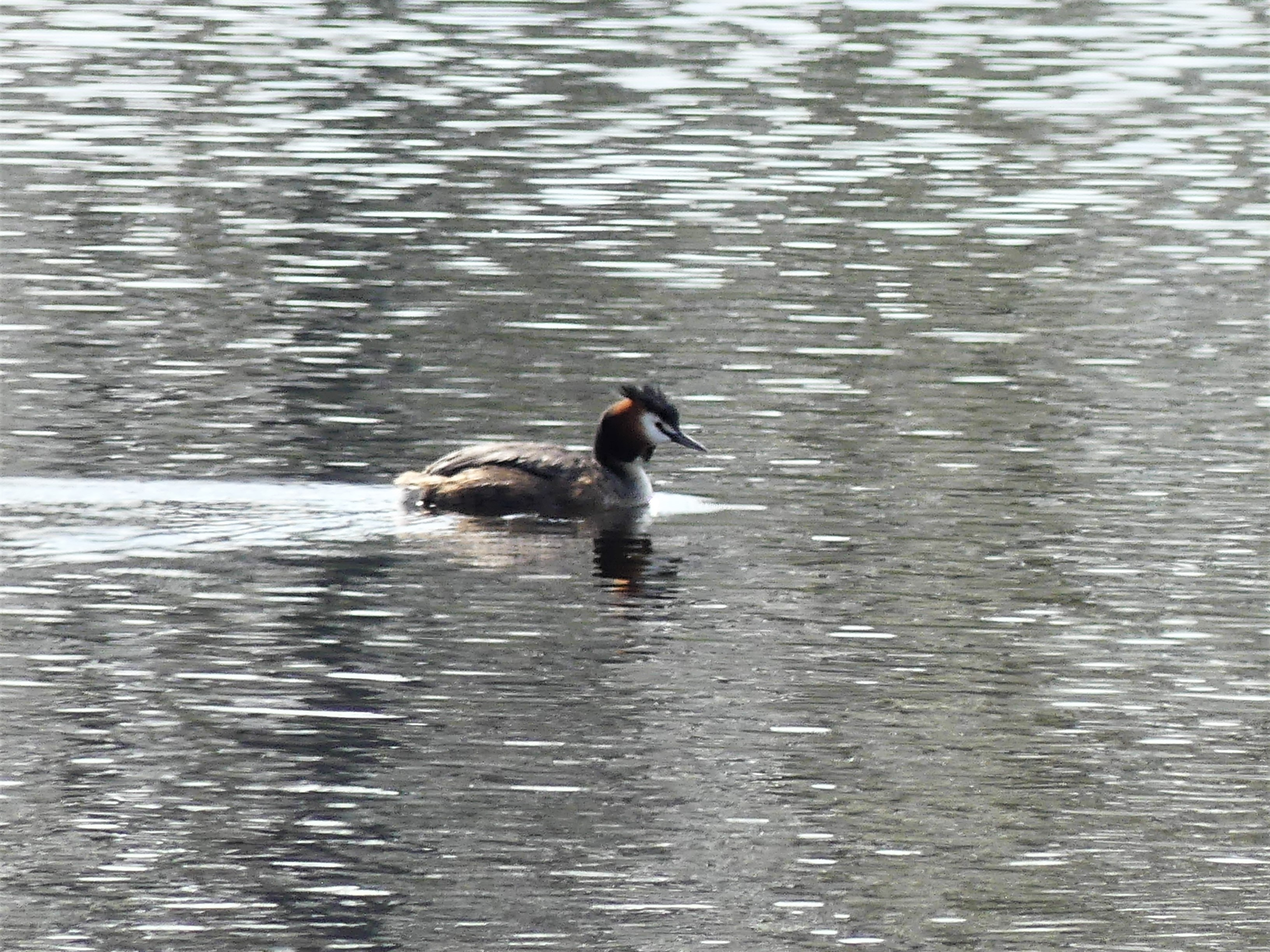
Grèbe huppé.
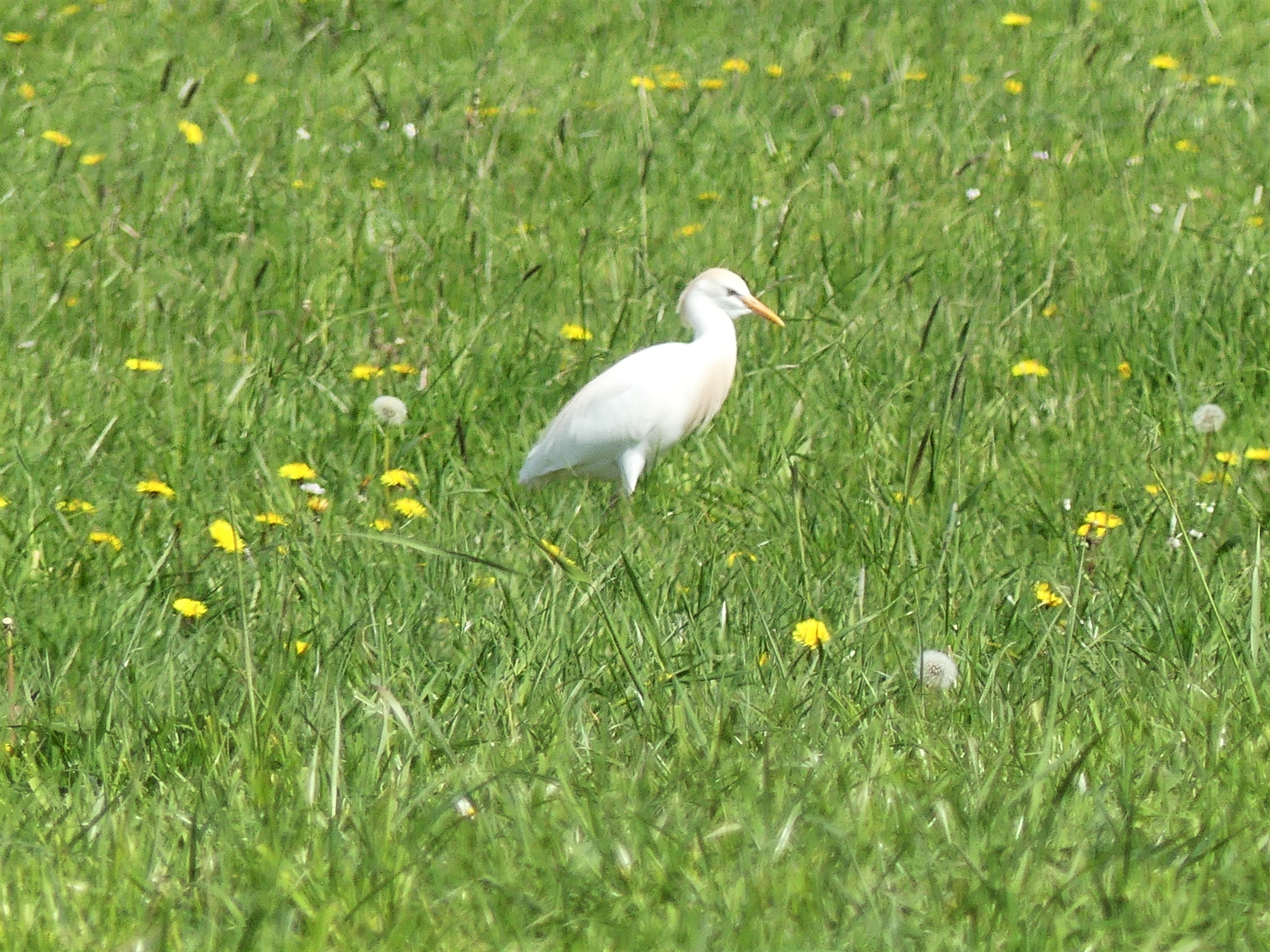
Héron garde-bœufs.

## Intérêt touristique et pédagogique
Le site présente quatre observatoires ornithologiques : l'affût des Trois Bouleaux sur la rive sud-est et les trois autres sur la rive nord-est : l'affût des Hérons, l'affût du Genévrier et le Grand Affût. Il est situé près de la ville de Gouzon, en direction Chambon-sur-Voueize. Il est particulièrement recommandé pour son parcours ornithologique très bien aménagé ; il est souhaité que les visiteurs respectent la tranquillité de la faune et de la flore (ne pas sortir des sentiers). Des aires de pique-nique sont à la disposition des familles. Le tour de l'étang peut être fait à pied (environ 7 km selon le chemin choisi).

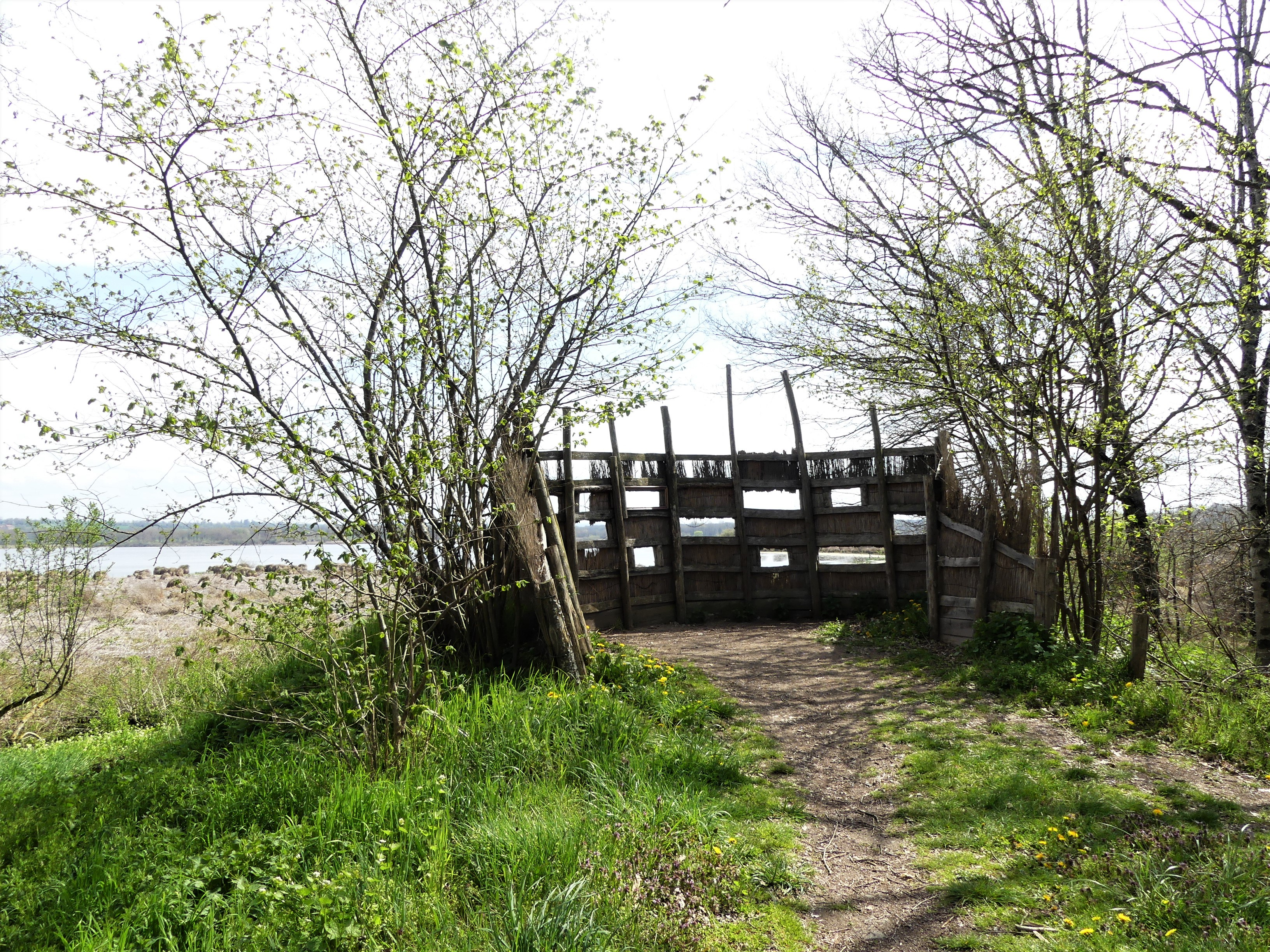
L'affût du Genévrier.
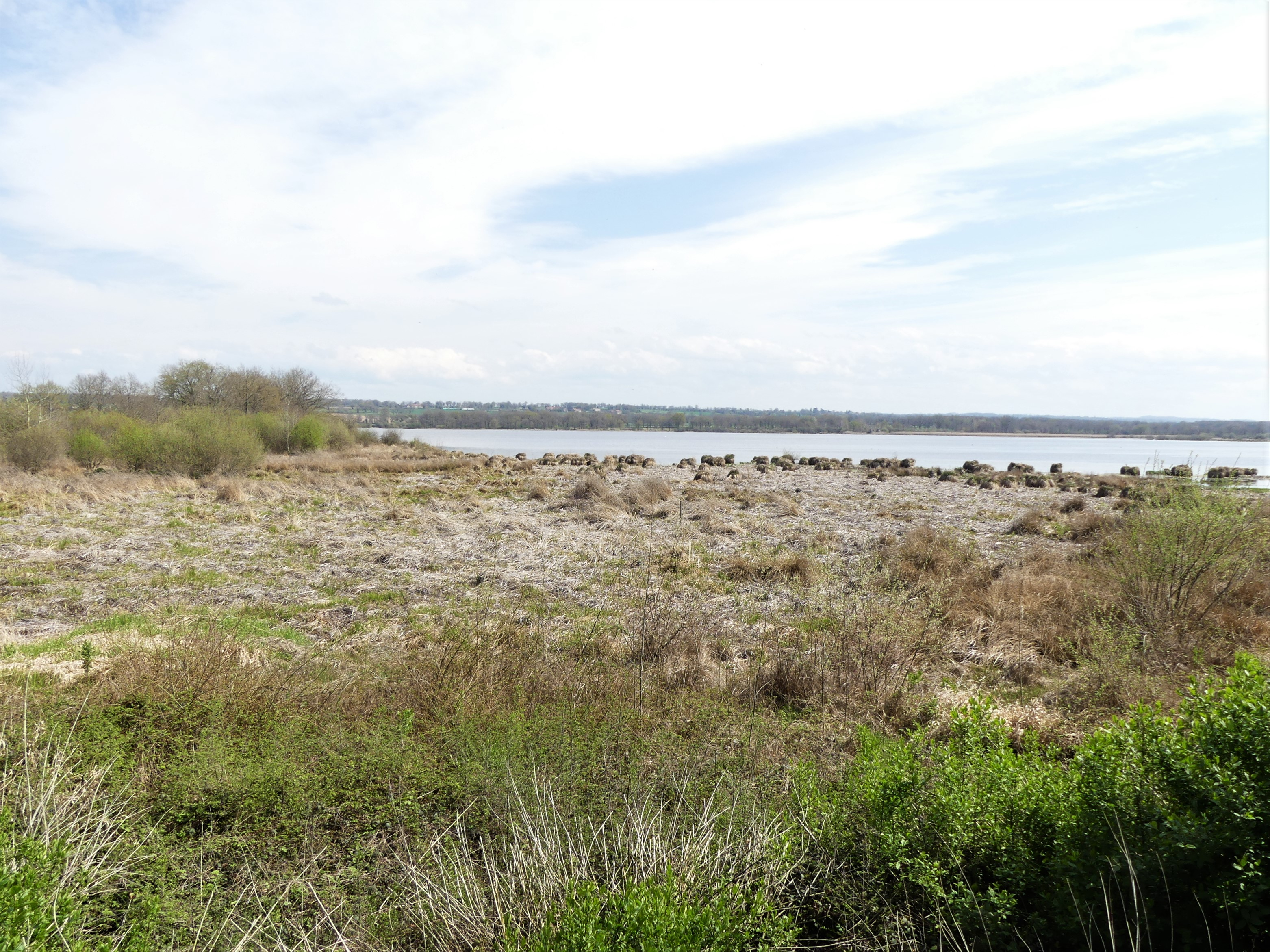
Vue prise depuis l'affût du Genévrier.
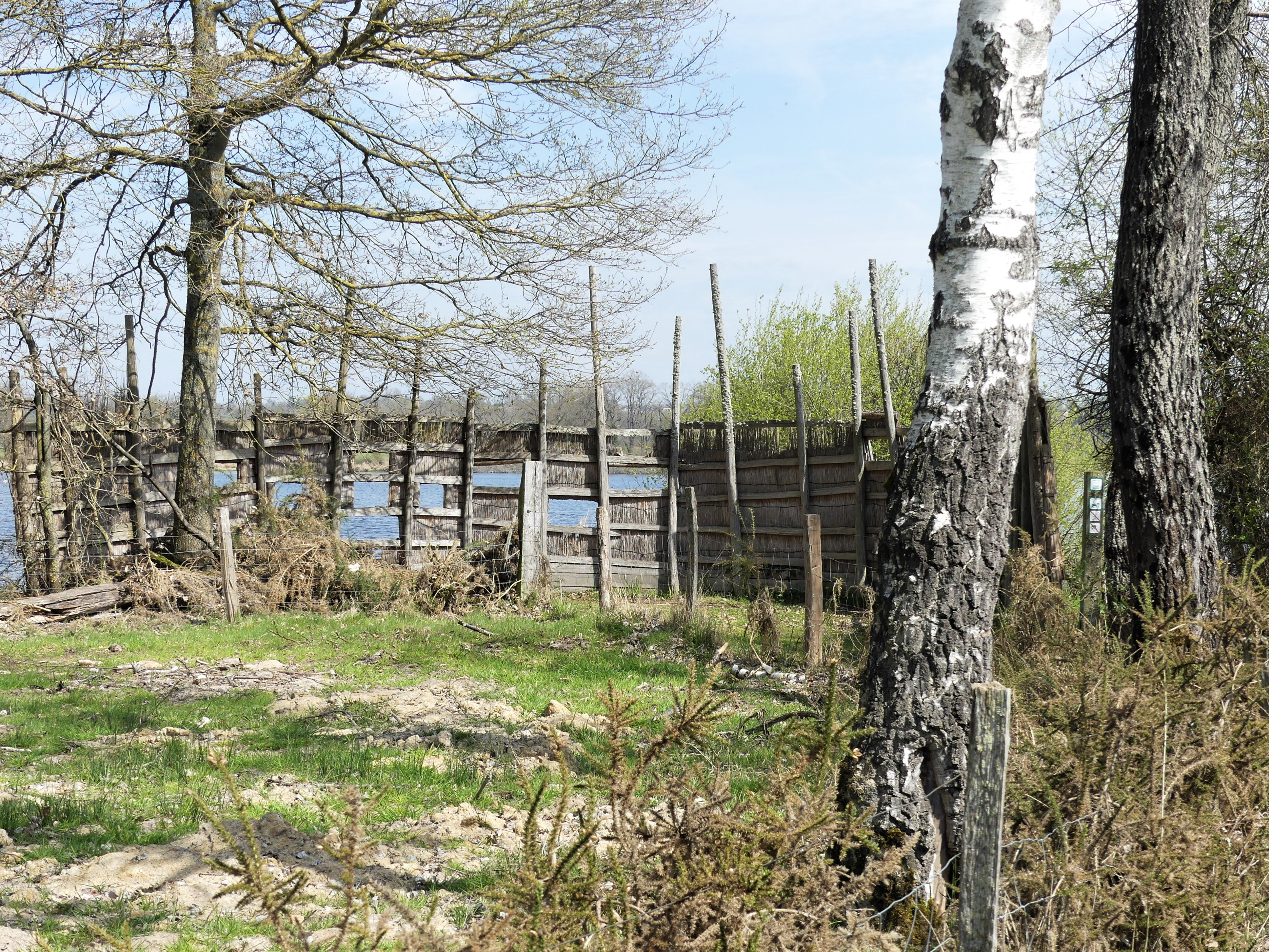
L'affût des Hérons.
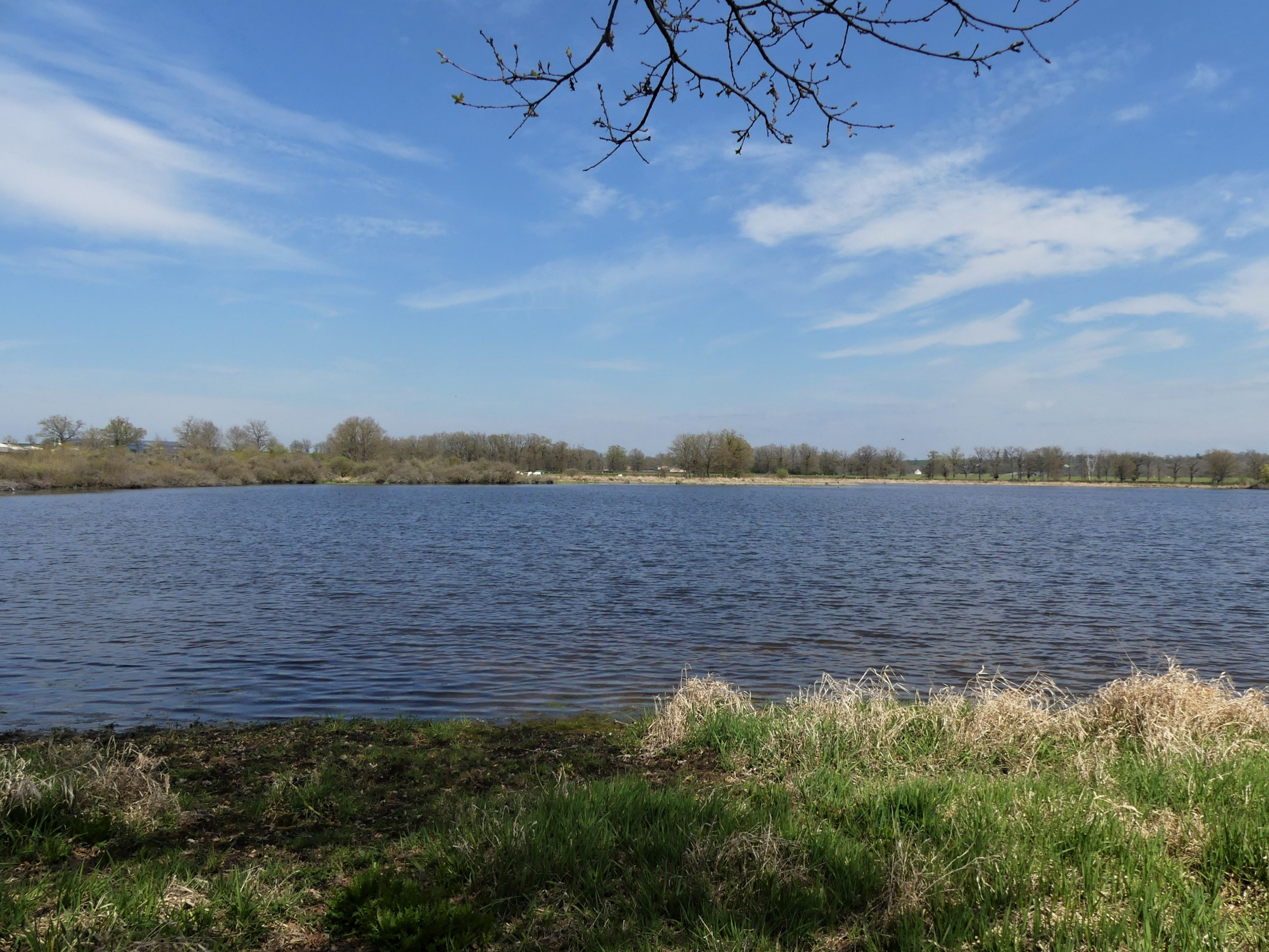
Vue prise depuis l'affût des Hérons.
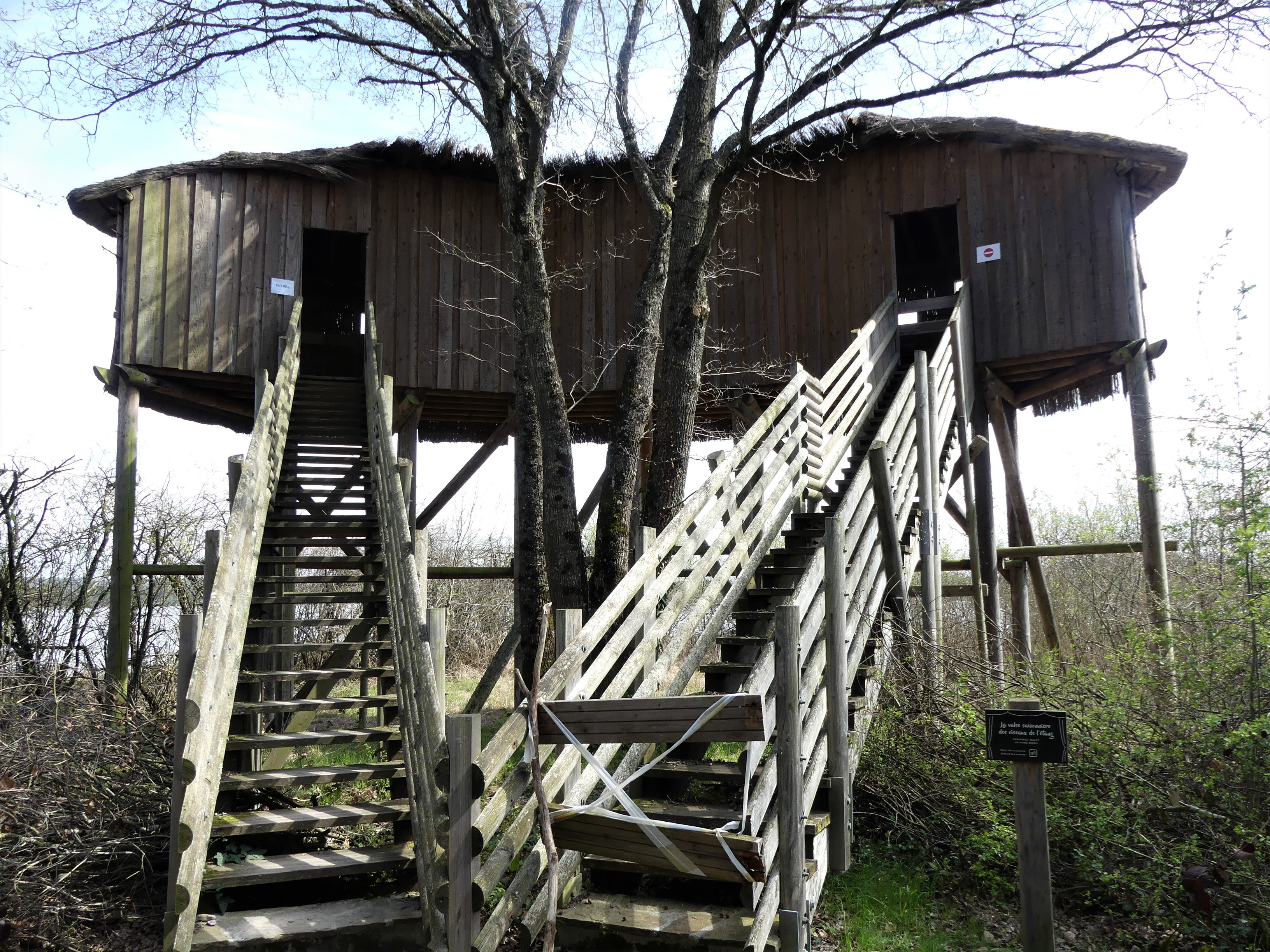
Le Grand Affût.
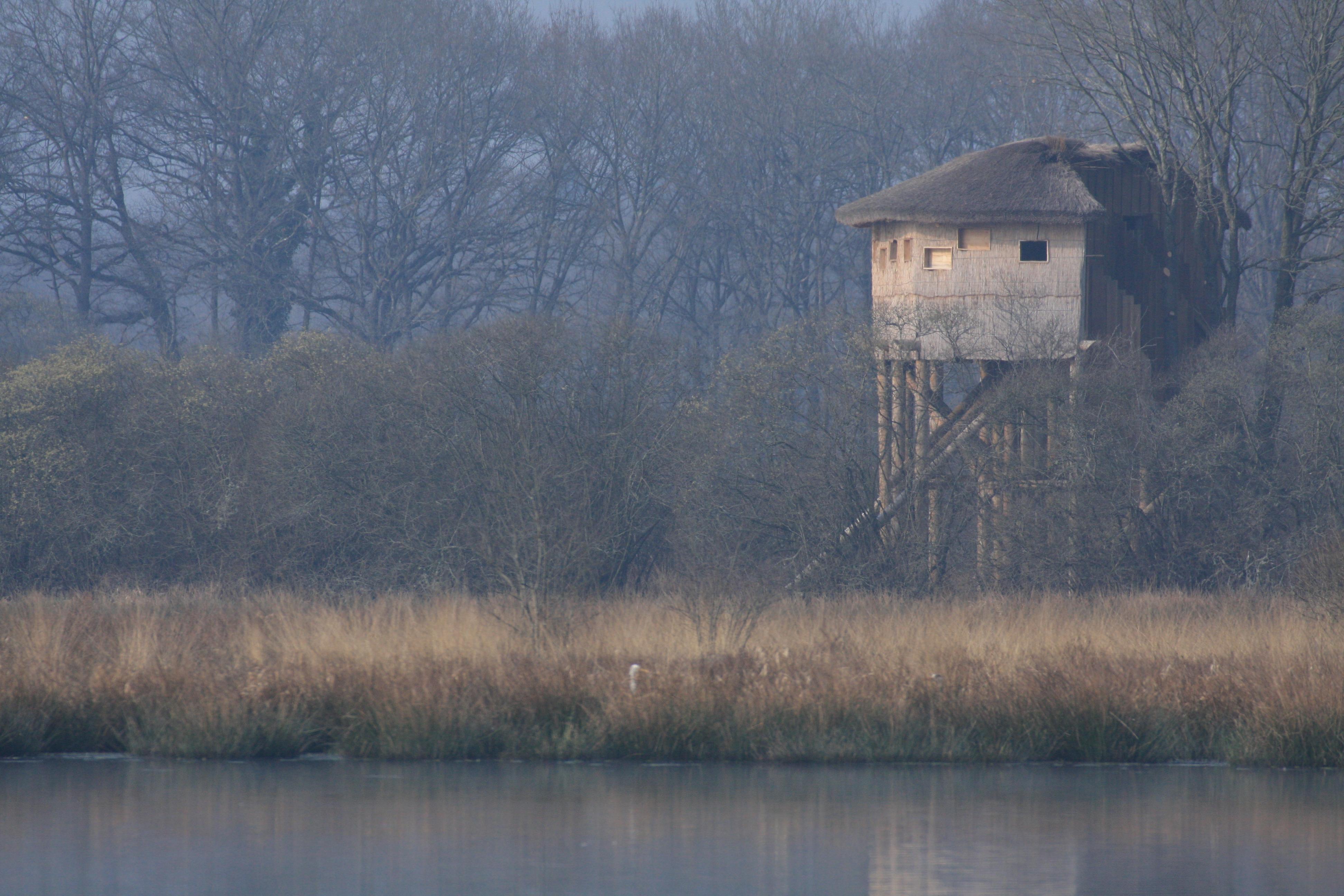
Le Grand Affût vu depuis la rive opposée.
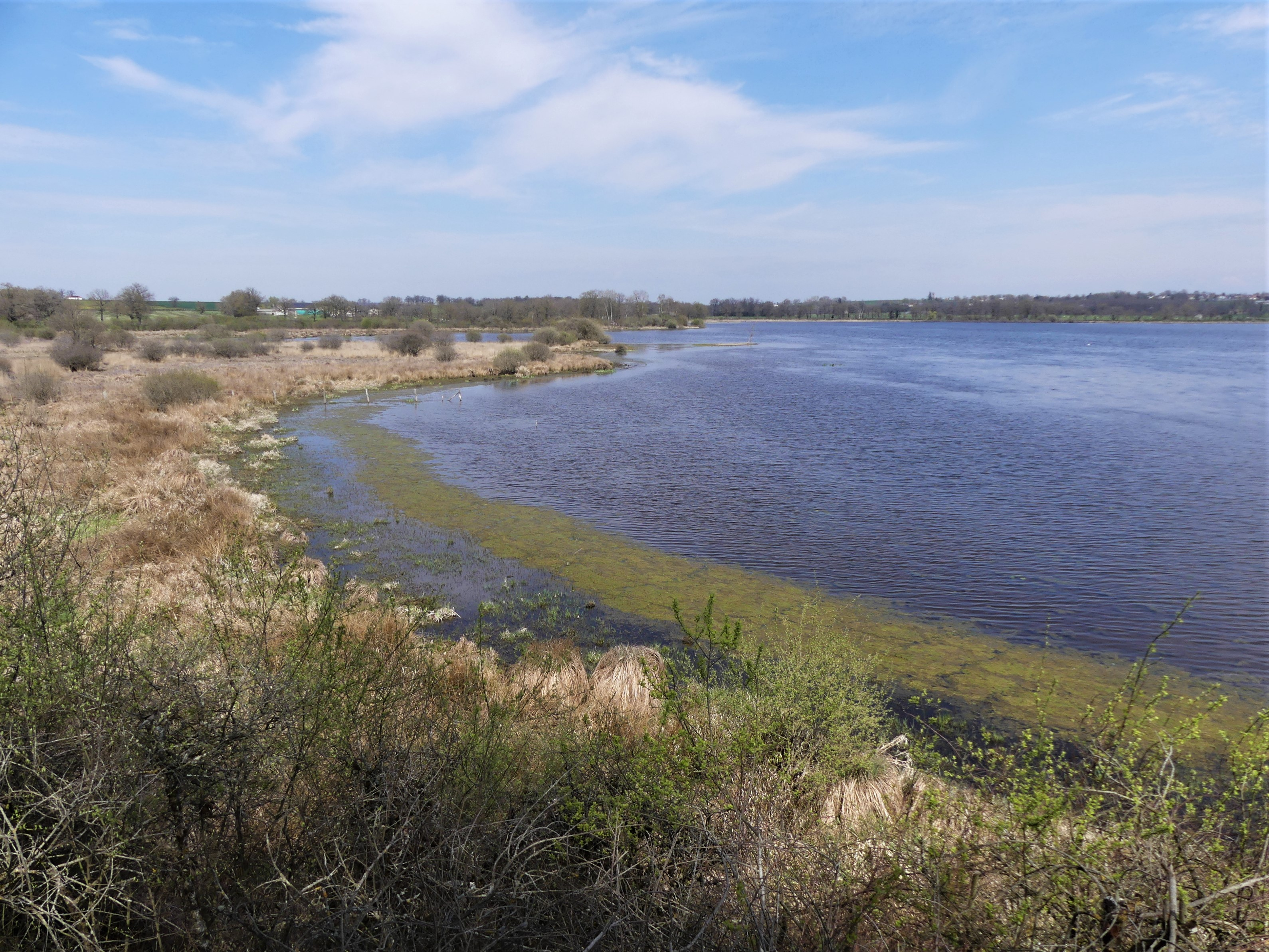
Vue prise depuis le Grand Affût.
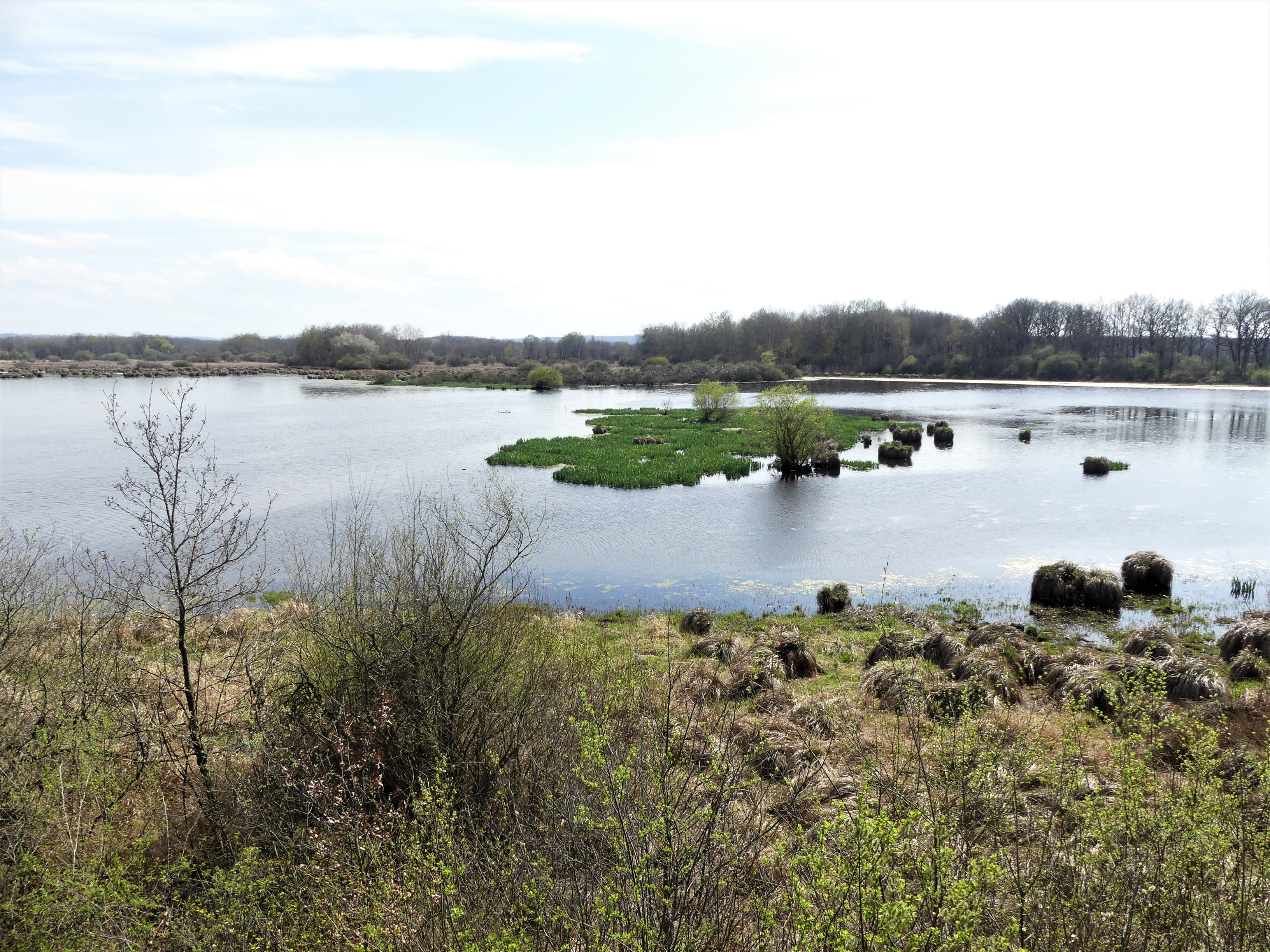
Idem.

## Administration, plan de gestion, règlement
La réserve naturelle est gérée par le Conseil départemental de la Creuse.

### Outils et statut juridique
La réserve naturelle a été créée par le décret no 2004-1480 du 23 décembre 2004.